# Córdobský chalífát
Córdobský chalífát (arabsky خليفة قرطبة) je historický státní útvar, který se v letech 929 až 1031 rozkládal nejen na území Pyrenejského poloostrova, ale jeho vliv zasahoval i do oblastí severní Afriky. Téměř všichni vládci tohoto státu pocházeli z rodu Umajjovců a vyznávali sunnitskou formu islámu. Před rokem 929 se tato říše též nazývala Córdobský emirát, avšak emír Abdurrahmán III. se z náboženských i politických důvodů prohlásil chalífou. Za vlády posledních Umajjovců se muslimské Španělsko (Al-Andalus) dostalo na vrchol svých kulturních, hospodářských i vojenských sil. Avšak majestát chalífátu začal postupně upadat, vzhledem k stále narůstající moci chalífových rádců či schovanců (za nejschopnějšího a nejvýznamnějšího z nich je pak považován Almanzor). Roku 1031 pak Córdobský chalífát zcela zanikl a rozpadl se v řadu drobnějších muslimských státečků známých jako taifas.

## Historie

### Upevnění státní moci

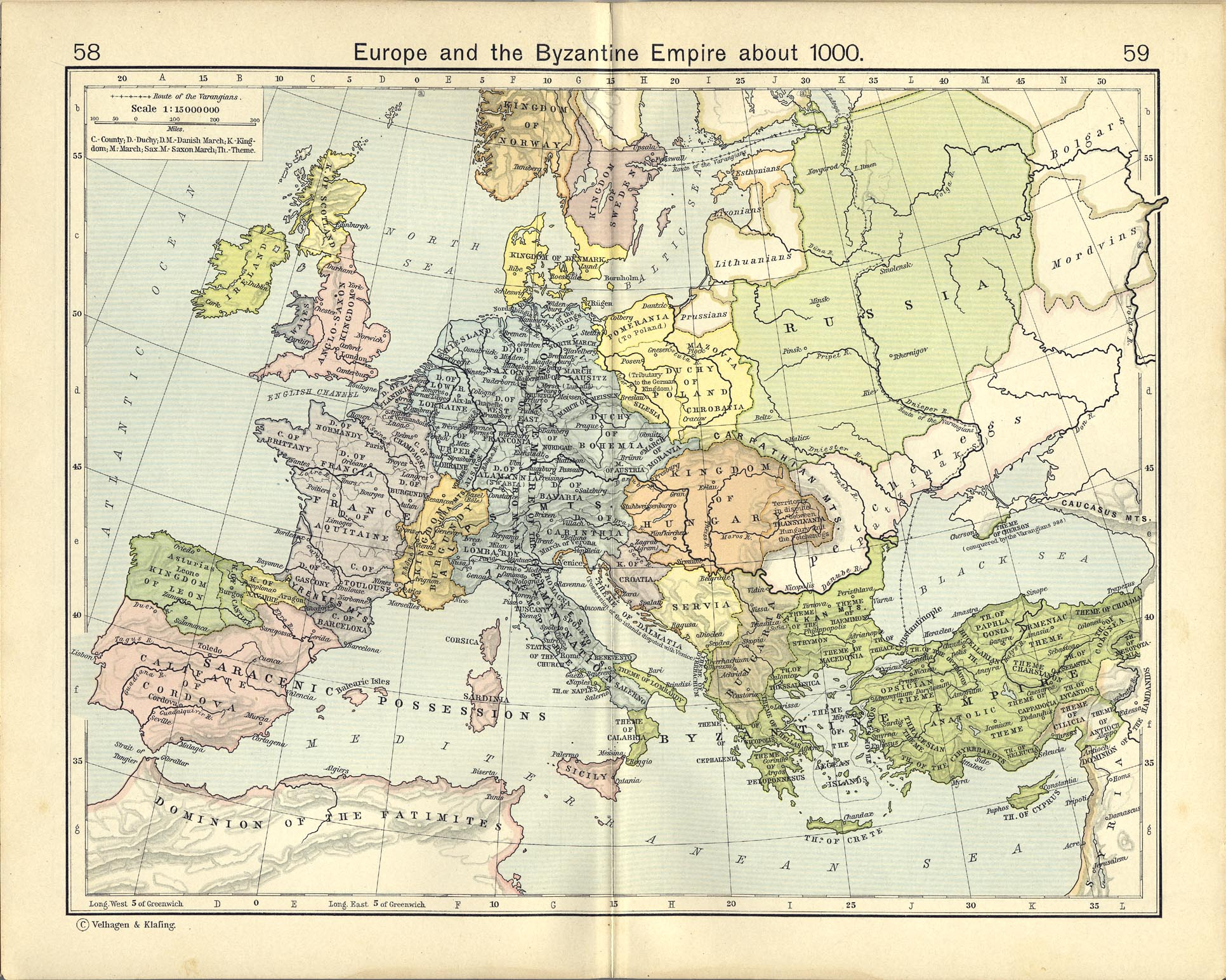
Mapa Evropy s Córdobským chalífátem roku 1000

Po nástupu Abdurrahmána III. roku 912 začala nová etapa posilování moci muslimských vládců Al-Andalusu. Téměř ihned po nástupu na trůn porazil Umara ibn Hafsún, jednoho ze svých nejvýznamnějších nepřátel, přičemž poté následovalo rychlé dobývání některých měst (např. Sevilla, později také Toledo), která si během vlády slabých umajjovských vladařů vydobyla autonomii či téměř plnou nezávislost. Zároveň se podařilo pacifikovat povstalce na většině córdobského území, čímž byla jednota Al-Andalusu posílena a muslimští vládci znovu získali prestiž. Aby dále posílil svoji autoritu a aby potvrdil svou nezávislost na abbásovských chalífech v Bagdádu, přijal Abdurrahmán III. roku 929 titul chalífy a napomohl tak k rozbití právní fikce doposud jednotného chalífátu.

### Expanze

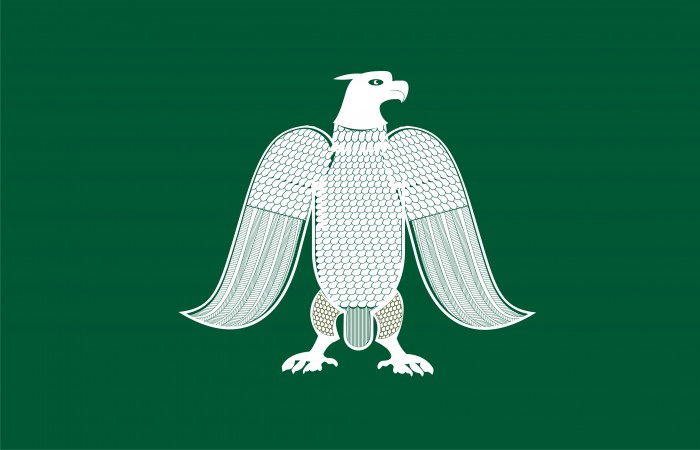
Standarta Abdurrahmána III.

Po upevnění svojí moci na Pyrenejském poloostrově se Abdurrahmán III. rozhodl získat pod svou kontrolu města v severní Africe. Po nájezdech Normanů na pyrenejské pobřeží v polovině 9. století byly v mnoha městech vybudovány loděnice, což napomohlo zvýšení námořní moci chalífátu. Po ovládnutí části severní Afriky a jejích přístavů (Ceuty,Tangeru, Melilly a dalších) spolu s Gibraltarským průlivem se stal chalífát jednou z evropských námořních velmocí.

### Rozkvět hospodářství a kultury

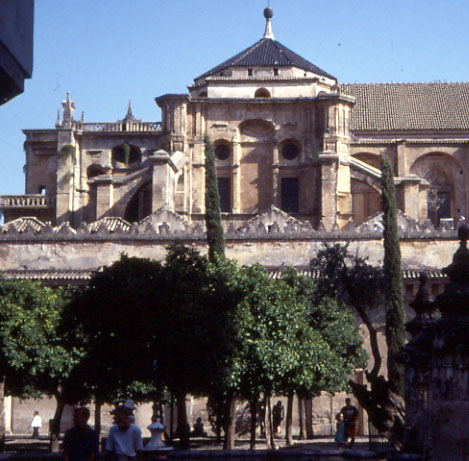
Córdobská mešita, po posledních úpravách v polovině 10. století mohla poskytnout místo až pro padesát tisíc muslimů

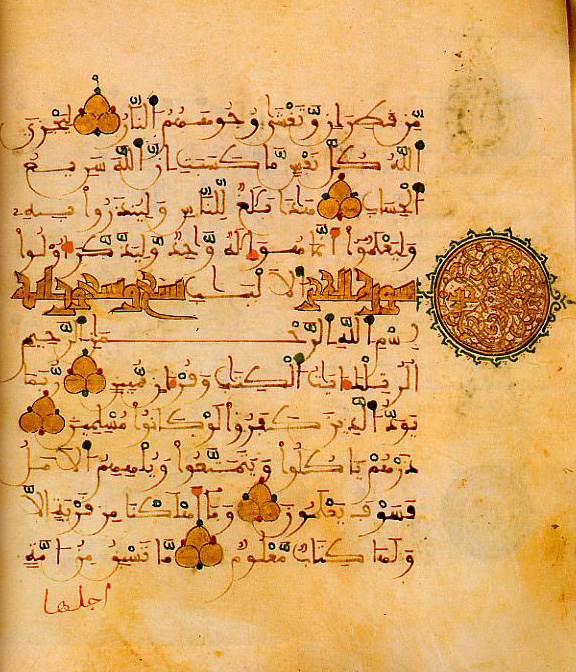
Ukázka Koránu pocházejícího z období Al-Andalusu

V době chalífátu se Al-Andalus stal hospodářsky nejrozvinutější zemí Evropy. Zatímco severní křesťanské státy byly orientovány spíše na zemědělství, na muslimském území čile kvetl obchod. Ze střední Evropy sem byli dováženi otroci převážně slovanského původu výměnou za zlato a stříbro, někteří z nich pak byli dále prodáváni do severní Afriky, Egypta i dalších zemí. Vedle otroků pak prodávali andaluští obchodníci zlato, olej či tkaniny, do Al-Andalusu zase putovalo koření, hedvábí a další luxusní zboží z východu. Córdobští chalífové razili dva druhy mincí – zlatý dínár a stříbrný dirham. V 10. století pak byl Al-Andalus jedním z hlavních zdrojů zlata pro značnou část Evropy. Al-Andalus též zažíval rozkvět řemesel jako bylo hrnčířství, výroba skla, bavlnářství, textilní výroba a další. Velmi dobrá infrastruktura a organizace výstavby cest pomáhaly spravování chalífátu, systémy zavlažování pak umožňovaly rolníkům získat z půdy dost úrody na to, aby mohla být zásobena značná část velkých měst jako Córdoba, přičemž v určité době mělo toto město podle odhadů až 500 000 obyvatel.
V muslimském Španělsku se též značně rozvíjely vědy. Známý je například Abú-l-Kásim Maslama, který přeložil jedno z Ptolemaiových děl, přizpůsobil arabské astronomické tabulky córdobskému poledníku či vytvořil spis Obchodní aritmetika. Mezi další známé cordobské vědce a filosofy patří Averroes - Ibn Rushd, narodil se tu a vyrůstal Maimonides. Muslimští Španělé často překládali autory antického Řecka, například Platóna či Pythagora. Dále se rozvíjela chirurgie, botanika, zoologie, astronomie a další. Kvetla poezie (známí byli například básníci at-Tálik či Ibn Abdrabbihi) a vzdělání (povinná školní docházka sice neexistovala, za to ji většinou vyžadovalo veřejné mínění).
V Córdobském chalífátu panovala relativní náboženská tolerance, židé či křesťané většinou mohli nejen praktikovat svá náboženství, ale současně také získat i čelné funkce ve státní správě či v soudnictví. Židé také měli značný podíl na obchodě, zejména pak v prodeji a nákupu otroků. Se samotnými otroky se většinou zacházelo celkem slušně, legislativa sice práva otroků v nějaké vyšší míře nehájila, opět tu ale působilo veřejné mínění.

### Vrchol a postupný pád córdobské moci

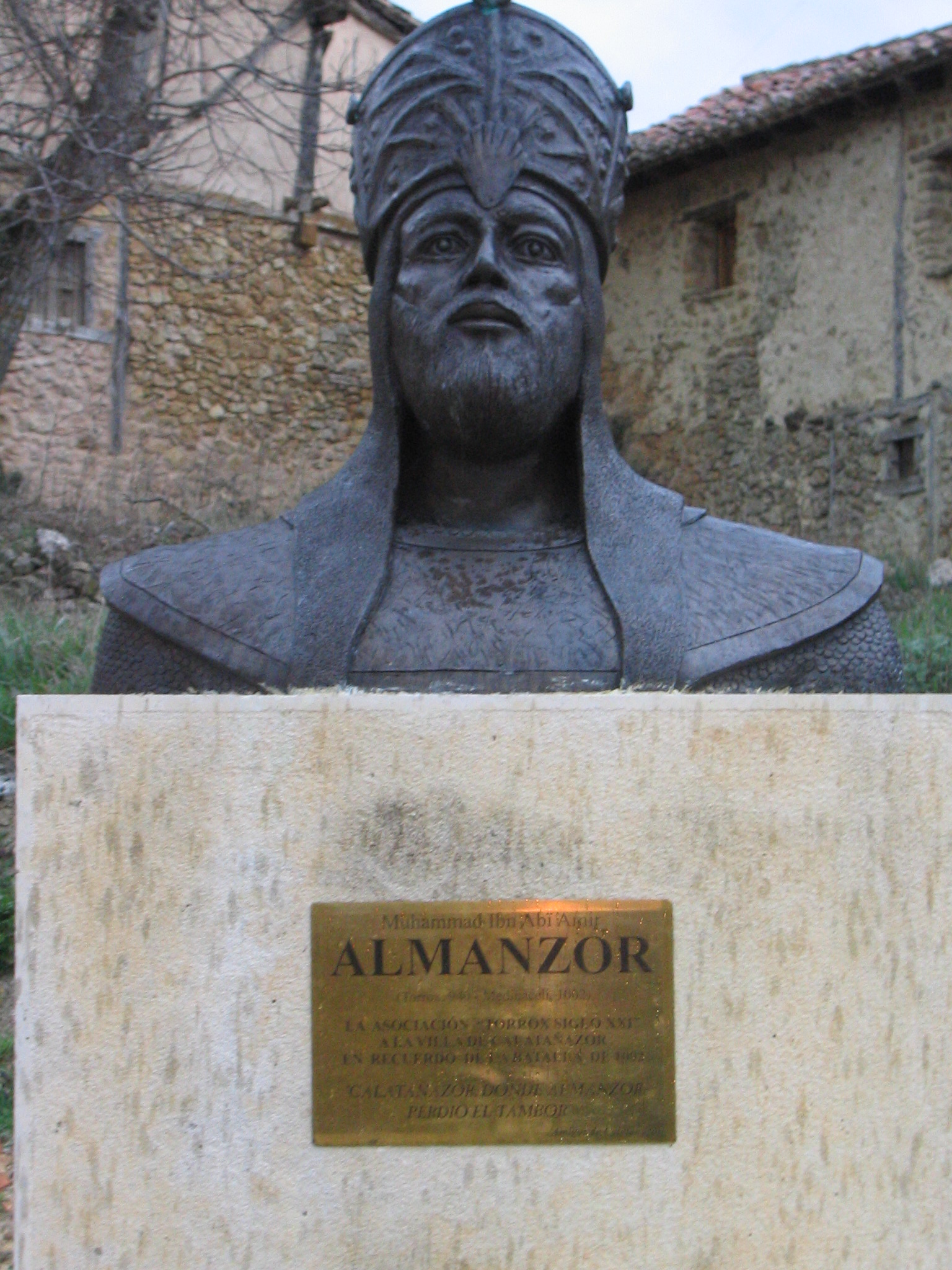
Busta Almanzora, jednoho z nejvýznamnějších vojevůdců Al-Andalusu

Za vlády chalífy Hišáma II. se na jeden z předních postů dostává jeho chráněnec Almanzor, jeden z nejschopnějších chalífových poradců vůbec. Vedl několik úspěšných tažení jak proti křesťanským státům na severu, tak získal mnohá území na severoafrickém pobřeží, která byla po smrti chalífy Abdurrahmána III. ztracena. Zatímco útoky na severní Afriku měly dobyvačný charakter, v případě bojů s křesťany šlo spíše o plenivé nájezdy (například zničení Barcelony nebo vyplenění Santiaga de Compostela v osmdesátých resp. v devadesátých letech 10. století). Díky znovudobytí severní Afriky získal chalífát přístup k novým rekrutům zejména z řad berberských kmenů, kteří pak přicházeli na Pyrenejský poloostrov a sloužili chalífům v Almanzorem nově zformovaném pravidelném vojsku. Přes všechny tyto úspěchy prestiž chalífů pomalu klesala, protože Almanzor získával stále větší moc. Záhy po jeho smrti (roku 1002) již nedokázal Hišám II. udržet kontrolu nad celým územím, na některých místech pak roku 1008 vypukla lidová vzpoura zvaná Fitna a sám Hišám II. byl roku 1013 zabit. Během několika let se na většině území chalífátu rozpoutala občanská válka, bylo vypleněno mnoho paláců a měst, včetně samotné Córdoby. Část učenců záhy nato emigrovala a situace, podporovaná navíc křesťanskými státy na severu, se stávala den ze dne chaotičtější. Na trůnu se vystřídalo několik chalífů dosazených podplacenými žoldnéři. Roku 1031 se chalífát rozpadá na desítky malých států zvaných taifas a Umajjovci tím definitivně mizí z historické scény.

## Odkaz
Právě díky Córdobskému chalífátu byly západní Evropě zprostředkovány jak staré antické spisy a autoři, tak i nové arabské objevy. Po několik století čerpala Evropa právě z překladů hispánských či hispanomuslimských učenců žijících na území muslimského Španělska. Tato kdysi mocná říše se během několika málo let změnila v množství sice kulturně značně vyspělých, ale vojensky velmi slabých států, což umožnilo křesťanským královstvím značně rozšířit svá území i svůj vliv. I přes pokusy reformních berberských hnutí Almohadů a Almorávidů se nepodařilo křesťanský postup zastavit. Rozpadem chalífátu tedy začal pozvolný proces reconquisty vedoucí k definitivnímu zničení muslimské moci na Pyrenejském poloostrově vojsky katolických králů Isabely Kastilské a Ferdinanda Aragonského dobytím Granady roku 1492.